# Загадка предвиденной смерти
«Загадка предвиденной смерти» — рассказ русского писателя Александра Грина, написанный и опубликованный в 1914 году.

## Сюжет и судьба текста
Главный герой рассказа, некто Эбергайль, приговорён к смертной казни через отсечение головы за убийство жены и её любовника. В последние дни перед казнью он думает только о шее и топоре и постоянно представляет декапитацию во всех подробностях. Перед приведением приговора в исполнение Эбергайлю сообщают, что он помилован и что официально об этом объявят уже на эшафоте. Однако в последний момент, положив голову на плаху, он решает, что его обманули, и умирает, а его голова сама собой отделяется от туловища. В финале рассказа этот случай обсуждают профессор и журналист: первый констатирует, что «голова упала сама» и что Эбергайль был «великим стигматиком», второй спрашивает, «что хуже — рубить или заставить человека самому себе оторвать себе голову».
Рассказ был написан в 1914 году и увидел свет в том же году на страницах «Синего журнала» (№ 9). В 1915 году он был включён в авторский сборник «Загадочные истории». В сборнике «Брак Августа Эсборна» (1927) в название рассказа вкралась опечатка: «Загадка непредвиденной смерти». По словам биографа Грина Алексея Варламова, в этом произведении «пограничная ситуация написана настолько убедительно, что, кажется, автор вселился, как дух, в своего протагониста и не хочет либо не может быть оттуда изгнанным».